# Arenaria tetraquetra
Arenaria tetraquetra är en nejlikväxtart. Arenaria tetraquetra ingår i släktet narvar, och familjen nejlikväxter.

## Underarter
Arten delas in i följande underarter:
- A. t. murcica
- A. t. tetraquetra

## Bildgalleri

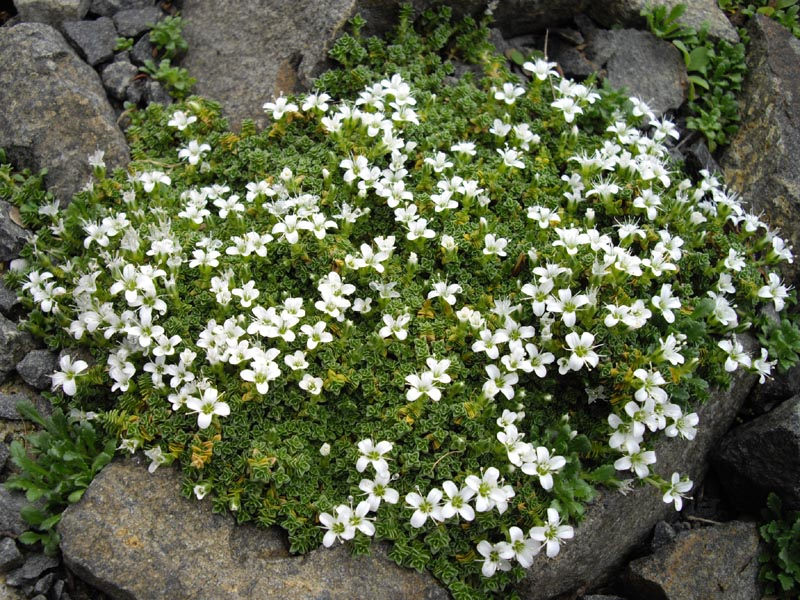
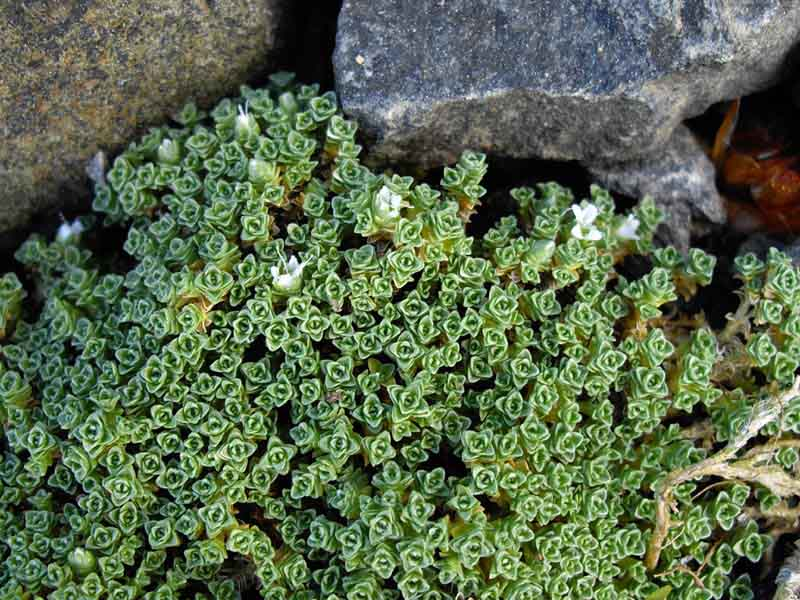
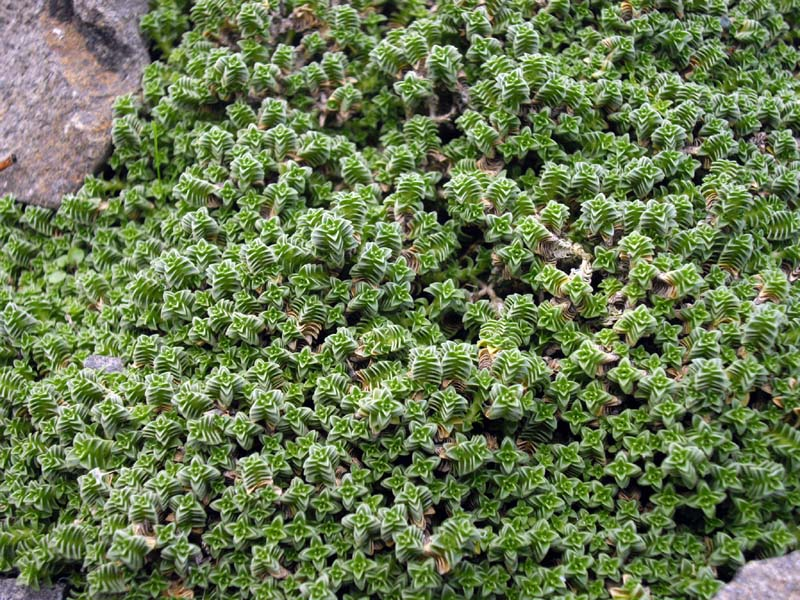
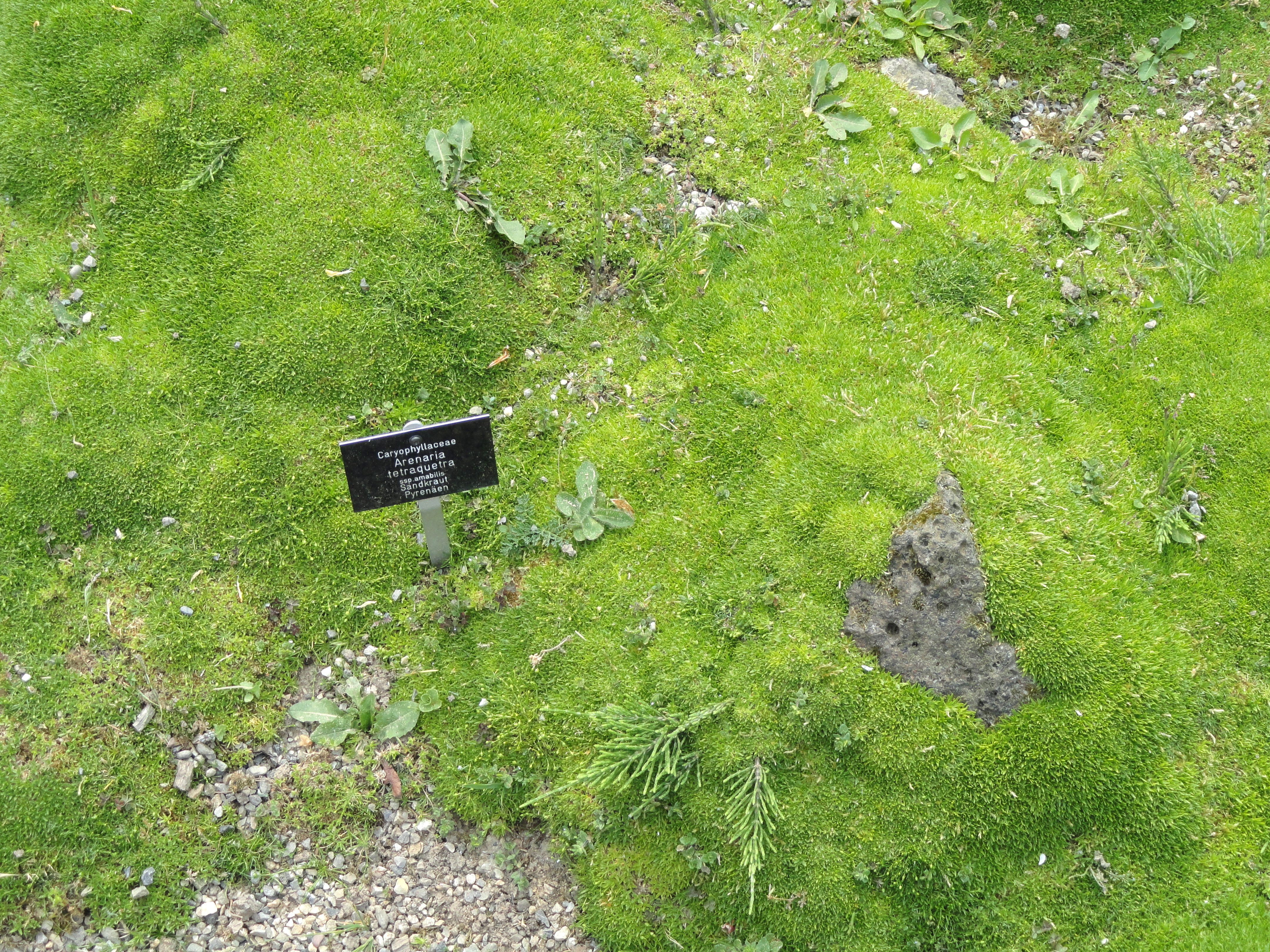
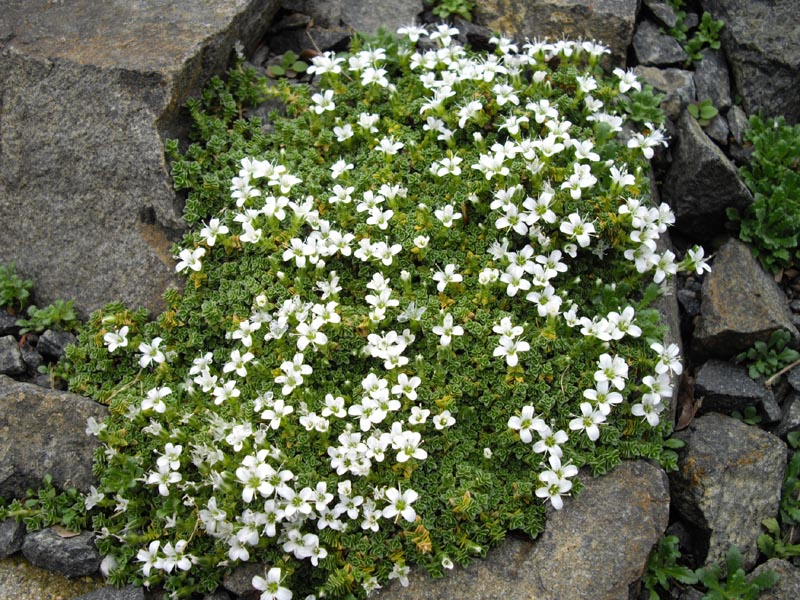
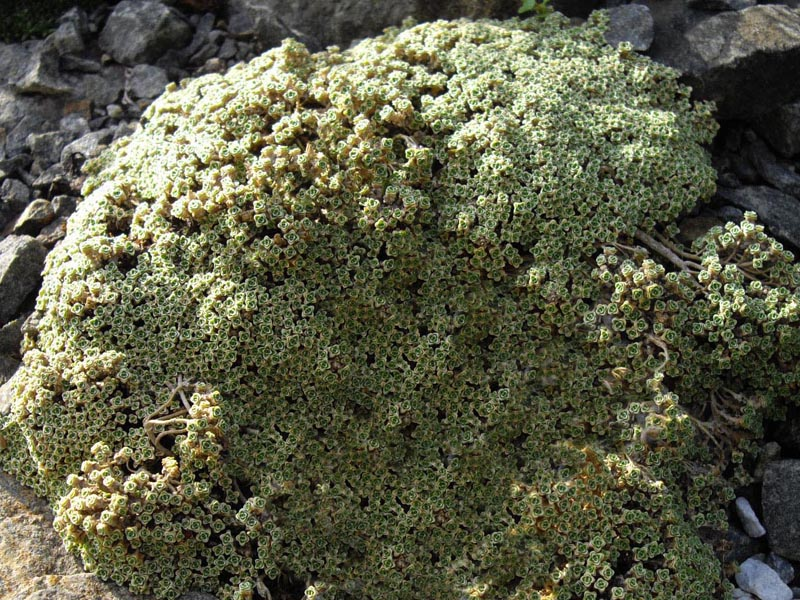